# فرد اسام-دودو
فرد اسام-دودو (انگلیسی: Fred Osam-Duodu; ۴ ژوئن ۱۹۳۸ – ۴ اکتبر ۲۰۱۶) بازیکن فوتبال اهل غنا بود.
وی در سال ۱۹۷۸ تیم ملی فوتبال غنا را به مقام قهرمانی جام ملت‌های آفریقا رساند.